# カール・グスタフ・ロイシュレ
カール・グスタフ・ロイシュレ（独: Karl Gustav Reuschle、1812年12月26日 – 1875年5月22日
）は、ドイツの数学者、地理学者、教育者。

## 経歴
ヴュルテンベルクのメールシュテッテンに生まれ、テュービンゲン大学で数学と神学を学んだ。大学卒業後もパリとベルリンで数学を研究し続けた。1837年に教職を得て、最初はシェーンタール、1938年にテュービンゲン、1840年からシュトゥットガルトのギムナジウムで働き、最終的に数学と地理学の教授になった。
ロイシュレは数多くの科学の（大抵は数学と地理学の）書籍を執筆した。当時、特段好評を得たものはヨハネス・ケプラーの伝記（1871）である。息子カール・ロイシュレ（1847–1909）も数学者で、ルドルフ・メームケなどとともにシュトゥットガルト大学の数学セミナーを創設した。ロイシュレはシュトゥットガルトで1875年に没した。
初等幾何学のロイシュレの定理は彼の名を冠する。

## 作品
- Analytische Theorie der Bewegung des sphaerischen Pendels. Stuttgart 1840
- Vollständiges Lehrbuch der Geographie; mit Einschluß der Hilfkenntnisse nach neuem Plan in zwei selbständigen Theilen.  Stuttgart, Schweizerbart, 1852 （2巻）
- Illustrierte Geographie für Schule und Haus. Stuttgart 1856
- Handbuch der Geographie. Stuttgart 1859
- Philosophie und Naturwissenschaft. Bonn 1874
- Mathematische Abhandlungen. Stuttgart 1850, 1853
- Die Arithmetik in der Hand des Schülers. Stuttgart 1850
- Kepler und die Astronomie. Frankfurt 1871
- Elemente der Trigonometrie. Stuttgart 1873
- Kosmos für Schule und Laien. Stuttgart 1848 （2巻）
- Einführung in die Determinatentheorie: Stuttgart 1884
- Praxis der Kurvendiskussion. Stuttgart 1886
- Tafeln komplexer Primzahlen aus Wurzeln der Einheit gebildet. Berliner Akademie der Wissenschaften 1875